# Chrysopa montana
Chrysopa montana är en insektsart som beskrevs av Navás 1915. Chrysopa montana ingår i släktet Chrysopa och familjen guldögonsländor. Inga underarter finns listade i Catalogue of Life.